# Sándor Pál (rendező)
Sándor Pál (Budapest, 1939. október 19. –) Kossuth- és Balázs Béla-díjas magyar rendező, forgatókönyvíró, producer, érdemes és kiváló művész.

## Életrajz
Sándor József (1911–1985) és Smilovits Janka (1912–2006) fiaként született. Az érettségi után a Mafilmhez került, ahol laboránsként és felvételvezetőként dolgozott. 1959-ben felvették a Színház- és Filmművészeti Főiskolára. Herskó János osztályában végzett 1964-ben.
Évekig tanított a Színház- és Filmművészeti Főiskolán, több mint tíz évig volt a Novofilm magyar–német filmprodukciós vállalat ügyvezető igazgatója, 2000-ben létrehozta saját filmes cégét, a Filmstreetet. 2003-tól a Hunnia Filmstúdió vezetője.
24 nemzetközi rangos szakmai elismerése közül a legjelentősebbek a Berlini Ezüst Medve, a Cannes-i Fipresci-díj, a Chicago-i Ezüst Hugo és a Karlovy Vary-i Kritikusok Díja.
A Színházi adattár katalógusa szerint hét alkalommal színházi rendezőként is bemutatkozott. Rendezett többek között a Vígszínházban és a Rock Színházban is.

## Magánélete
Első házasságából egy lánya született, aki sokáig Norvégiában élt. Egy lányunokája van. Harmadik felesége Safranek Anna manöken. A Rózsadombon élnek.

## Filmjei

### Rendezőként
- 1964 Terasz mínusz tíz fok
- 1965 Nagyfülű
- 1965 Három történet a romantikáról
- 1967 Bohóc a falon
- 1967 A híd
- 1968 Bors
- 1969 Szeressétek Odor Emiliát!
- 1971 Sárika, drágám
- 1972 Add a kezed (Illés Show)
- 1973 Régi idők focija
- 1976 Optimista tragédia (tévéjáték)
- 1977 Herkulesfürdői emlék
- 1978 Locomotiv GTv Show
- 1979 Szabadíts meg a gonosztól!
- 1981 Ripacsok
- 1982 Szerencsés Dániel
- 1985 Csak egy mozi
- 1988 Miss Arizona
- 1995 Szeressük egymást, gyerekek (3 kisjátékfilm; további rendezők: Jancsó Miklós, Makk Károly)
- 1995 Ég a város, ég a ház is
- 2003 Európából Európába
- 2007 Noé bárkája
- 2018 Vándorszínészek

### Forgatókönyvíróként
- Noé bárkája (2007) (alapötlet)
- Régimódi történet (2005) (tévésorozat)
- Ég veled! (2005) (társíró)
- Szeressük egymást gyerekek! (1995) (társíró)
- Ég a város, ég a ház is (1995)
- Hótreál (1987)
- Csak egy mozi (1985) (társíró)
- Ripacsok (1981) (társíró)
- Herkulesfürdői emlék (1976) (társíró)
- Sárika, drágám (1971) (társíró)
- Szeressétek Odor Emiliát! (1968) (társíró)
- Bohóc a falon (1967) (társíró)

### Producerként
- Zárójelentés (2020)
- A hetedik kör (2009)
- Lányok (2007)
- Ópium, egy elmebeteg nő naplója (2007)
- De kik azok a Lumnitzer nővérek? (2006)
- Noé bárkája (2006)
- Hasutasok (2006)
- A 639. baba (2005) (executive producer)
- Le a fejjel! (2005)
- Ég veled! (2005)
- Ritmusok (2005)
- Glamour (2000)
- Showbálvány (2000) tévésorozat
- El Nino (2000)
- Mrs. 'Arris Goes to Paris (1992) (TV) (társproducer)
- Stalin (1992) (TV) (társ-producer)
- A Tékozló apa – The Long Shadow (1992) (associate producer: Magyarország)
- Csapd le csacsi! (1991)
- Storm and Sorrow (1990) (TV) (társproducer)
- Daughter of Darkness (1990) (TV) (társproducer)

## Fontosabb színházi rendezések
- Hauptmann: Patkányok (Pécs) – 1981
- Brecht: Koldusopera (Szolnok) – 1984
- J. Rado-G. Ragni-G. MacDermont: Hair (Rockszínház) – 1985
- Mitta-Kern-Sándor: Ragyogj, ragyogj, csillagom (Vígszínház) – 1987
- Müller Péter: Szomorú vasárnap (Vidám Színpad) – 1990
- A. Miller: Az ügynök halála (Tivoli) – 2001

## Könyvek
- Szabadíts meg a gonosztól. Mándy Iván és Sándor Pál filmje; szerk. Hámori András; Magvető, Bp., 1980 (Ötlettől a filmig)
- Ripacsok; Sándor Pál és Tóth Zsuzsa ötlete nyomán írta Tóth Zsuzsa; Mafilm Hunnia Stúdió–Mokép, Bp., 1981
- Bertolt Brecht–Kurt Weill: Koldusopera; ford. Blum Tamás, rend. Sándor Pál; Szigligeti Színház–Verseghy Ferenc Megyei Könyvtár, Szolnok, 1981 (A Szolnoki Szigligeti Színház műhelye)
- Sándor Pál, a mozicsináló; szerk., riporter Kelecsényi László; Magyar Filmtörténeti Fotógyűjtemény Alapítvány, Bp., 2011

## Díjai, elismerései
- 1972 Balázs Béla-díj
- 1977 Berlini Nemzetközi Filmfesztivál, Ezüst Medve, (Herkulesfürdői emlék)
- 1979 Érdemes művész
- 1983 Cannes-i Nemzetközi Filmfesztivál, FIPRESCI-díj, (Szerencsés Dániel)
- 1987 Kiváló művész
- 2009 Kossuth-díj
- 2015 Prima Primissima díj
- 2022 Magyar Filmkritikusok Díja – Életműdíj[6]
- 2025  Adolph Zukor-díj[7]

## Külső hivatkozások
- Neki is köszönhetik a magyarok, hogy felértünk Hollywoodhoz
- Sándor Pál a PORT.hu-n (magyarul)
- [https://wikidata-externalid-url.toolforge.org/?p=345&url_prefix=https://www.imdb.com/&id=nm0845223 nm0845223/ Sándor Pál] az Internet Movie Database oldalon (angolul)
- Filmunió
- http://www.hunniafilm.hu/hu/sandor-pal/eletrajz.html Archiválva 2015. december 2-i dátummal a Wayback Machine-ben
- http://www.imdb.com/name/nm0845223/
- http://referer.stop.hu/bulvar/nem-tetszett-neki-de-elvette-25-eve-hazasok/1135760/%5B%5D
- Sándor Pál: A filmjeim én vagyok Archiválva 2018. február 21-i dátummal a Wayback Machine-ben
- hvg.hu/kultura/sandor_pal Archiválva 2018. augusztus 29-i dátummal a Wayback Machine-ben
- Arcanum Mozgó Világ, 1977. február-december (3. évfolyam, 1-6. szám), interjú Sándor Pál rendezővel
- kurzorvillogas.blog.hu interjú, Minden idők mozija, 2017.szeptember
- papageno.hu Sándor Pál születésnapjára Archiválva 2020. október 23-i dátummal a Wayback Machine-ben
- Sándor Pál és a Pötyi maci, mixonline.hu
- portre1 Sándor Pál családja[halott link],
- Negyedik negyed – 03. rész: Sándor Pál
- papageno.huséndor Pál életműdíjat kapott